# Едвард Річард Алстон
Едвард Річард Алстон (англ. Edward Richard Alston; 1845—1881) — шотландський зоолог.

## Біографія
Алстон народився в Стокбріггсі, неподалік від Лесмахагова, 1 грудня 1845 року. Він був слабим у молодості, тому в основному займався самоосвітою вдома. Він дуже рано працював у «The Zoologist» та різних шотландських журналах і зрештою став визнаним авторитетом у галузі ссавців і птахів. Його основні статті в Proceedings of the Zoological Society (1874–80) присвячені гризунам, особливо американським вивіркам (1878 і 1879). Розділ Mammalia у Biologia Centrali-Americana Сальвіна та Годмана був написаний ним, хоча його публікація була незавершеною після його смерті. У 1880 році він був обраний зоологічним секретарем Ліннеївського товариства, і обіймав цю посаду до своєї смерті від гострого туберкульозу 7 березня 1881 року. У 1874 році він значною мірою допомагав професору Томасу Беллу у другому виданні British Quadrupeds.